# Episodi di The Missing (prima stagione)
La prima stagione della serie televisiva The Missing è stata trasmessa in prima visione assoluta nel Regno Unito dal 28 ottobre al 16 dicembre 2014 su BBC One. Negli Stati Uniti è stata trasmesso dalla rete co-produttrice Starz dal 15 novembre 2014 al 3 gennaio 2015.
In lingua italiana la stagione è stata trasmessa in prima visione in chiaro in Svizzera, su RSI LA1, dal 30 agosto al 27 settembre 2015. In Italia è andata in onda dal 19 ottobre al 9 novembre 2015 su Giallo.
| nº | Titolo originale | Titolo italiano        | Prima TV Regno Unito | Prima TV in italiano |
| -- | ---------------- | ---------------------- | -------------------- | -------------------- |
| 1  | Eden             | Eden                   | 28 ottobre 2014      | 30 agosto 2015       |
| 2  | Pray for Me      | Prega per me           | 4 novembre 2014      | 30 agosto 2015       |
| 3  | The Meeting      | Un padre violento      | 11 novembre 2014     | 6 settembre 2015     |
| 4  | Gone Fishing     | Senso di colpa         | 18 novembre 2014     | 6 settembre 2015     |
| 5  | Molly            | Una nuova traccia      | 25 novembre 2014     | 13 settembre 2015    |
| 6  | Concrete         | Scheletri nell'armadio | 2 dicembre 2014      | 13 settembre 2015    |
| 7  | Return to Eden   | La prova nascosta      | 9 dicembre 2014      | 20 settembre 2015    |
| 8  | Till Death       | Fino alla morte        | 16 dicembre 2014     | 27 settembre 2015    |

## Eden
- Titolo originale: Eden
- Diretto da: Tom Shankland
- Scritto da: Harry Williams & Jack Williams

## Prega per me
- Titolo originale: Pray For Me
- Diretto da: Tom Shankland
- Scritto da: Harry Williams & Jack Williams

## Un padre violento
- Titolo originale: The Meeting
- Diretto da: Tom Shankland
- Scritto da: Harry Williams & Jack Williams

## Senso di colpa
- Titolo originale: Gone Fishing
- Diretto da: Tom Shankland
- Scritto da: Harry Williams & Jack Williams